# جيف مايلز
جيف مايلز (بالإنجليزية: Geoff Miles)‏ (7 أغسطس 1957 بملبورن في أستراليا - ) هو لاعب كريكت أسترالي. لعب مع فريق فكتوريا للكريكت.

## وصلات خارجية
- جيف مايلز على موقع إي آس بي آن كريك إنفو (الإنجليزية)